# Michelle Perry
Michelle Smilja Perry  (Granada Hills, 1 de maio de 1979) é uma atleta norte-americana, especialista nos 100 metros com barreiras e no heptatlo.
Foi bicampeã mundial dos 100 metros com barreiras em 2005 e 2007. Participou dos Jogos Olímpicos de Atenas 2004 no heptatlo, ficando em 14º lugar.